# Schloss Louisenthal (Helsen)
Koordinaten: 51° 22′ 44″ N, 8° 59′ 53″ O
Das Schloss Louisenthal war ein Lustschloss der Grafen und Fürsten von Waldeck im äußersten Südwesten der Gemarkung von Helsen, einem heutigen Stadtteil von Bad Arolsen im nordhessischen Landkreis Waldeck-Frankenberg. Es wurde in den Jahren 1663–1668 erbaut, ursprünglich Schloss Charlottenthal genannt und bereits ab 1725 wieder abgetragen. Es sind keinerlei Reste erhalten.

## Geschichte
In den Jahren 1663 bis 1668 ließ Graf Georg Friedrich (1620–1692) von Waldeck-Eisenberg von dem Baumeister Hans Jakob Bach (1618–1673) aus Rhoden eine Sommerresidenz für seine  Gemahlin Elisabeth Charlotte (1626–1694), eine Tochter des Grafen Wilhelm von Nassau-Siegen (1592–1642), errichten. Es wurde „Schloss Charlottenthal“ genannt und lag westlich der Landstraße, die von Korbach über Mengeringhausen, Helsen und Rhoden nach Paderborn führte, am westlichen Ende der um 1676 entstandenen Großen Allee in Arolsen und unmittelbar nördlich der Thiele, einem kleinen Zufluss der Aar.
Der in holländischem Stil aus Backsteinen errichtete Hauptbau mit vier Eckpavillons war siebenachsig und hatte ein Dachgeschoss unter dem Mansardwalmdach mit Gauben. Zwei langgestreckte freistehende Seitenflügel mit quadratischen Eckpavillons an beiden Enden waren eingeschossig mit einfachem Mansarddach und begrenzten den Platz vor dem Schloss im Norden und Süden. Vor der Anlage befanden sich zwei Teiche, zwischen denen die Große Allee direkt vom alten Residenzschloss in Arolsen auf das kleine Lustschloss zu führte. Nach dem Regierungsantritt des Grafen Friedrich Anton Ulrich ließ dieser das Schloss 1710/11 durch den Baumeister Anton Heinrich Horst neu herrichten und dann nach seiner Ehefrau Louise von Pfalz-Zweibrücken-Birkenfeld (1678–1753) in „Schloss Louisenthal“ umbenennen. Das Schloss mit dem unmittelbar westlich dahinter liegenden Ziergarten war von Wassergräben umgeben, und weiter westlich befand sich ein großer barocker Park.
1710 begannen die Abrissarbeiten des alten Residenzschlosses in Arolsen und daher diente das Schloss Louisenthal von 1711 bis 1720, während das neue Residenzschloss für den 1711 in den erblichen Fürstenstand erhobenen Friedrich Anton Ulrich gebaut wurde, seiner Familie als Residenz. 1725 wurde dann der Hauptbau des von 1721 bis 1725 „Favorita“ genannten Lustschlosses abgebrochen, die Seitenflügel einige Zeit später. Die Neubaupläne, die der waldeckische Baudirektor Franz Friedrich Rothweil (1702–1777) entworfen hatte, wurden nicht verwirklicht – wohl aus Geldnot, was auch die Vollendung des Residenzschlosses erheblich verzögerte.